# Den barmhärtiga kärlekens Karmel

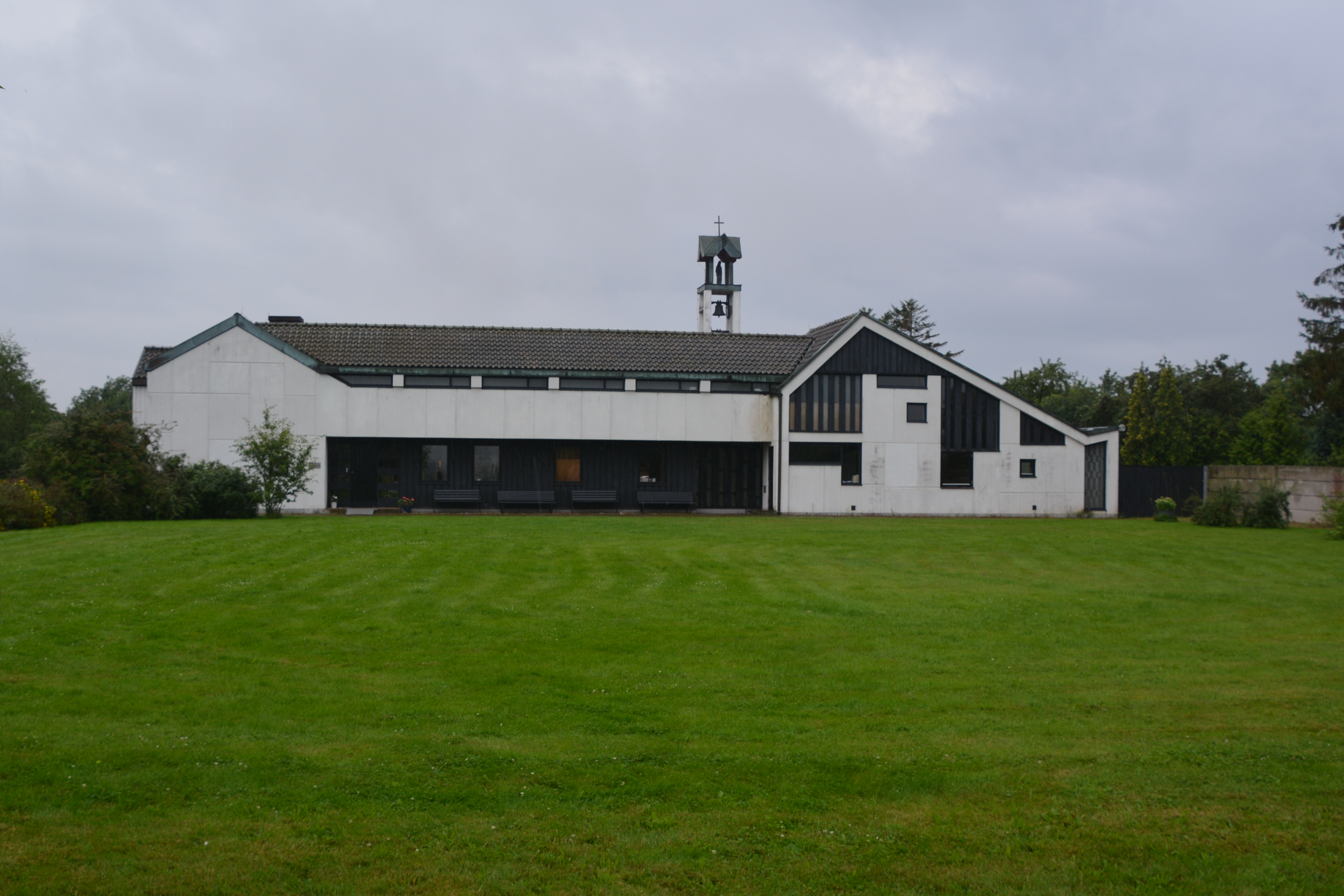
Den barmhärtiga kärlekens Karmel

Den barmhärtiga kärlekens Karmel är ett kloster inom katolska kyrkan i Sverige, tillhörande karmelitsystrarna i karmelitorden.
Klostret var det första katolska kloster som upprättats efter reformationen i Sverige, och dess grundande föregicks av livlig debatt ända upp i riksdagen. Klostret ligger i Glumslöv i Landskrona kommun och byggnaden invigdes 1963. Kommuniteten består av omkring 15 systrar, vilkas klosterliv är inriktat på bön och avskildhet (klausur).
Sveriges Television visade den 8 april 2007 dokumentären Nunnan. Filmaren Maud Nycander hade under tio år följt Marta Cavallin, som vid 19 års ålder valde att inom karmelitorden viga sitt liv åt Jesus Kristus.